# Liste der Gemeinden im Bezirk Kitzbühel

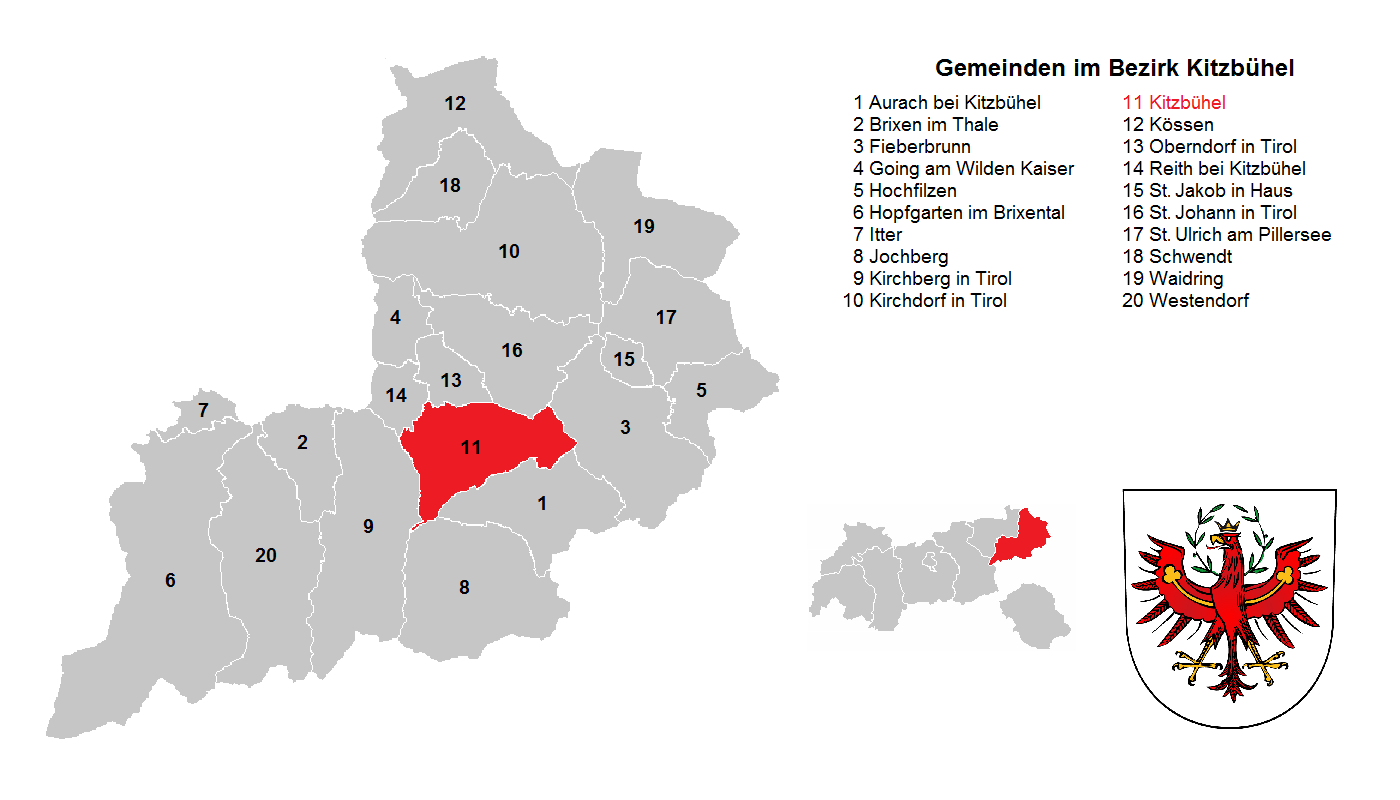
Die Gemeinden des Bezirks Kitzbühel

Die Liste der Gemeinden im Bezirk Kitzbühel umfasst alle politischen Gemeinden des Tiroler Bezirks Kitzbühel. Der Bezirk Kitzbühel besteht aus insgesamt 20 Gemeinden, in denen 66.059 Personen (Stand aller Bevölkerungszahlen 1. Jänner 2024) ihren Hauptwohnsitz haben. Bezogen auf die Fläche des Bezirks mit 1.163,30 Quadratkilometern ergibt dies eine Bevölkerungsdichte von rund 24 Einwohnern pro Quadratkilometer.
Der Bezirk Kitzbühel ist der drittkleinste Bezirk in Tirol und verfügt mit 20 Gemeinden (ausgenommen der Statutarstadt Innsbruck) über die geringste Anzahl an Gemeinden in Tirol. Von den 20 Gemeinden verfügt nur die Bezirkshauptstadt Kitzbühel über das Stadtrecht, weiters existieren mit Fieberbrunn, Hopfgarten im Brixental und St. Johann in Tirol drei Marktgemeinden. 
Die größte Gemeinde im Bezirk Kitzbühel, gemessen an deren Einwohnerzahl, ist die Marktgemeinde St. Johann in Tirol mit 9.875 Einwohnern. Einwohnerzahlmäßiges Gegenstück ist die Gemeinde St. Jakob in Haus mit 837 Einwohnern. Flächenmäßig größte Gemeinde ist Hopfgarten im Brixental mit einem Gemeindegebiet von 166,54 km². Die flächenkleinste Kommune des Bezirks ist die Gemeinde St. Jakob in Haus mit einem nur 9,60 km² großen Gemeindegebiet.

## Gemeinden im Bezirk Kitzbühel
Die angegebenen Gemeindenamen sind jeweils die offiziellen, von den Gemeinden geführten Gemeindebezeichnungen, wie sie per Landesgesetz festgelegt wurden.
Die Einwohnerzahlen (EWZ) und die daraus errechneten Bevölkerungsdichten (EW/km²) beziehen sich auf Veröffentlichungen der Statistik Austria mit Stand 1. Jänner 2024, es handelt sich hierbei jeweils ausschließlich um gemeldete Hauptwohnsitze.
Die Gemeindeflächen und die Namen der Katastralgemeinden sind den aktuellen Listen des Bundesamtes für Eich- und Vermessungswesen (BEV) entnommen.
| Gemeinde                | Wappen | Höhe  | EWZ   | Fläche     | EW/km² | Katastralgemeinden                   | Bild |
| ----------------------- | ------ | ----- | ----- | ---------- | ------ | ------------------------------------ | ---- |
| Aurach bei Kitzbühel    |        | 846 m | 1.143 | 54,24 km²  | 21     | – Aurach                             |      |
| Brixen im Thale         |        | 794 m | 2.701 | 31,40 km²  | 86     | – Brixen im Thale                    |      |
| Fieberbrunn             |        | 790 m | 4.591 | 76,33 km²  | 60     | – Fieberbrunn                        |      |
| Going am Wilden Kaiser  |        | 772 m | 1.972 | 20,57 km²  | 96     | – Going                              |      |
| Hochfilzen              |        | 959 m | 1.322 | 32,68 km²  | 40     | – Hochfilzen                         |      |
| Hopfgarten im Brixental |        | 622 m | 5.793 | 166,54 km² | 35     | – Hopfgarten Land – Hopfgarten Markt |      |
| Itter                   |        | 703 m | 1.178 | 10,44 km²  | 113    | – Itter                              |      |
| Jochberg                |        | 923 m | 1.542 | 87,86 km²  | 18     | – Jochberg                           |      |
| Kirchberg in Tirol      |        | 837 m | 5.320 | 97,81 km²  | 54     | – Kirchberg                          |      |
| Kirchdorf in Tirol      |        | 641 m | 4.174 | 113,83 km² | 37     | – Kirchdorf                          |      |
| Kitzbühel               |        | 762 m | 8.279 | 58,01 km²  | 143    | – Kitzbühel Land – Kitzbühel Stadt   |      |
| Kössen                  |        | 589 m | 4.580 | 69,37 km²  | 66     | – Kössen                             |      |
| Oberndorf in Tirol      |        | 687 m | 2.396 | 17,69 km²  | 135    | – Oberndorf                          |      |
| Reith bei Kitzbühel     |        | 762 m | 1.730 | 15,66 km²  | 110    | – Reith bei Kitzbühel                |      |
| St. Jakob in Haus       |        | 855 m | 837   | 9,60 km²   | 87     | – St. Jakob                          |      |
| St. Johann in Tirol     |        | 659 m | 9.875 | 59,16 km²  | 167    | – St. Johann in Tirol                |      |
| St. Ulrich am Pillersee |        | 847 m | 1.930 | 52,02 km²  | 37     | – St. Ulrich                         |      |
| Schwendt                |        | 702 m | 916   | 30,85 km²  | 30     | – Schwendt                           |      |
| Waidring                |        | 778 m | 2.079 | 63,75 km²  | 33     | – Waidring                           |      |
| Westendorf              |        | 783 m | 3.701 | 95,49 km²  | 39     | – Westendorf                         |      |

## Ehemalige Gemeinden des Bezirks Kitzbühel
| Gemeindename     | Anmerkung                                                        |
| ---------------- | ---------------------------------------------------------------- |
| Hopfgarten Land  | Am 1. Jänner 1948 zur Gemeinde Hopfgarten im Brixental vereinigt |
| Hopfgarten Markt | Am 1. Jänner 1948 zur Gemeinde Hopfgarten im Brixental vereinigt |
| Kitzbühel Land   | zur Gemeinde Kitzbühel vereinigt                                 |
| Kitzbühel Stadt  | zur Gemeinde Kitzbühel vereinigt                                 |